# Jialing
Jialing (kinesisk skrift: 嘉陵江, pinyin: Jīalíng Jiāng – «Jialing-floden», tidligere også kaldt Langshui (阆水 – làngshǔi) og Yushui (渝水 – yúshǔi)) er en flod der løber i i provinserne Gansu, Shaanxi, Sichuan og Chongqing i Kina. Den er en biflod til Chang Jiang (Yangtze). Den er 1.119 km lang, med et afvandingsområde på 160.000 km² og en middelvandføring på 2.130 m³/s.

## Flodløbet
Elva har sine kilder i de vestligste udløbere af Qin Ling-bjergene i de sydlige dele af provinserne Gansu og Shaanxi. Den får navnet Jialing i amtet Feng i Shaanxi, og herfra går Jialingdalen mod sydvest gennem grænseområderne mellem de to provinser, hvor den også løber sammen med flere bifloder fra vest, hvoraf den største er Xihan. Floden drejer efterhånden mod syd og løber gennem Dababjergene og ind i den nordlige del af provinsen Sichuan, hvor den ved Zhaohua syd for byen Guangyuan løber sammen med bifloden Bailong fra vest.
I flodens midterste løb, mellem Zhaohua og Hechuan, løber den gennem et bakkelandskab med terresselagte rismarker. Flodløber er her stærkt svingende, og selv om afstanden i luftlinje kun er 200 km lang så tilbagelægger floden 600 km på denne strækning. Langs denne del ligger byerne Cangxi, Langzhong, Nanbu og Nanchong.
Jialings nedre løb begynder ved Hechuan, hvor den løber sammen med de to store bifloder Qu (fra øst) og Fu (fra vest). Mellem Hechuan og Chongqing skærer den gennem de op til 1.000 meter høje bjerge i Huaying Shan. Floden danner her tre kløfter, Libi, Wentang and Guanyin, som også kaldes «De mindre Tre Kløfter i Jialing», i modsætning til de store «Tre Kløfter» langs Yangtzefloden. Jialing munder ud i Yangtze i centrum af Chongqing.

## Transport
De midterste og nedre dele af floden er sejlbar for djunker, og den er især brugt til vandtransport på den nedre strækning nær Chongqing.
De øvre dele af Jialing-dalen er en vigtig transportvej mellem Weidalen i nord og byerne i Sichuan-bækkenet i syd, og hovedveje og jernbaner går mere eller mindre parallelt med floden.
29°34′16″N 106°34′52″Ø / 29.5711°N 106.581°Ø